# Neomolina
Neomolina é um género botânico pertencente à família Asteraceae.
O género foi descrito por Frank H. Hellwig e publicado em Candollea 48(1): 211–212. 1993. A espécie-tipo é Neomolina racemosa (Ruiz & Pav.) F.H. Hellw.
O nome aceite para este género é Baccharis L.
Trata-se de um género não reconhecido pelo sistema de classificação filogenética Angiosperm Phylogeny Website.

## Espécies
Segundo o The Plant List, este género não possui nomes aceites, sendo que as seguintes espécies são indicadas como sinónimos:
- Neomolina bigelovii (A.Gray) F.H.Hellw.
- Neomolina brachyphylla (A.Gray) F.H.Hellw.
- Neomolina darwinii (Hook. & Arn.) F.H.Hellw.
- Neomolina gnidiifolia F.H.Hellw.
- Neomolina gracilis (DC.)
- Neomolina macrocephala (Sch.Bip. ex Greenm.) F.H.Hellw.
- Neomolina mexicana (Cuatrec.) F.H.Hellw.
- Neomolina multiflora (Kunth) F.H.Hellw.
- Neomolina paniculata (DC.)
- Neomolina ptarmicaefolia (DC.)
- Neomolina pteronioides (DC.) F.H.Hellw.
- Neomolina pulchella (Sch.Bip. ex Griseb.) F.H.Hellw.
- Neomolina racemosa (Ruiz & Pav.) F.H.Hellw.
- Neomolina sordescens (DC.) F.H.Hellw.
- Neomolina taltalensis (I.M.Johnst.) F.H.Hellw.
- Neomolina texana (A.Gray) F.H.Hellw.
- Neomolina thesioides (Kunth) F.H.Hellw.
- Neomolina ulicina (Hook. & Arn.)
- Neomolina wrightii (A.Gray) F.H.Hellw.